# Kim Kun-hoan
Kim Kun-hoan est un footballeur sud-coréen né le 12 août 1986. Il évolue au poste de défenseur.